# Gerson Bittencourt

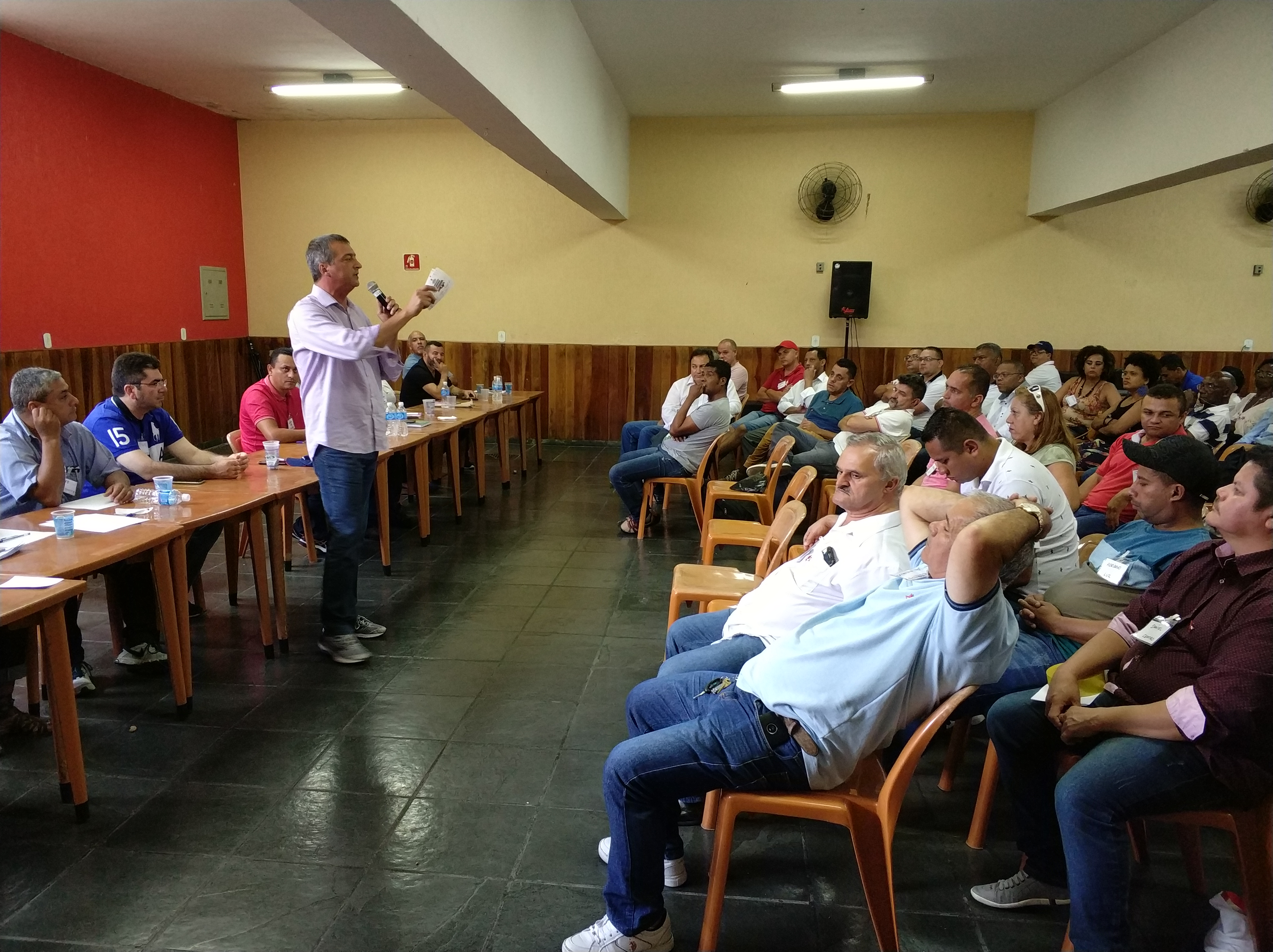
Gerson Bittencourt participa de atividade do Partido dos Trabalhadores em Itaquera, zona leste de São Paulo em fevereiro de 2018.

Gerson Luis Bittencourt, (União da Vitória, 29 de novembro de 1965) é engenheiro agrônomo e político filiado ao Partido dos Trabalhadores. Foi diretor da São Paulo Transportes (SPTrans) durante a gestão de Marta Suplicy, secretário de Transportes da Prefeitura de Campinas e deputado estadual em São Paulo.
É engenheiro agrônomo formado pela Universidade Federal de Pelotas. É mestre em Desenvolvimento e Agricultura pela Universidade Federal Rural do Rio de Janeiro. Participou do Movimento Estudantil e foi dirigente da UNE (União Nacional dos Estudantes). 
Assessorou a Central Única dos Trabalhadores nacional durante cinco anos. Em 1994 participou da fundação da Plural Cooperativa, entidade da qual foi o primeiro presidente.
Entre 2002 e 2004 colaborou com a gestão da prefeita Marta Suplicy na Secretaria das Subprefeituras, depois como presidente da São Paulo Transportes, a SPTrans. Neste período, ajudou na implantação do programa Bilhete Único na cidade. Ainda em 2004 assumiu a Secretário Municipal de Transportes de São Paulo.
Assumiu a Secretaria de Transportes de Campinas e a presidência da Empresa Municipal de Desenvolvimento de Campinas S/A (EMDEC) durante a gestão do prefeito Helio de Oliveira Santos. Nesta parta, foi responsável pela implantação do Bilhete Único em Campinas nos moldes do programa paulistano. Implementou corredores de ônibus, estações de transferência, o Programa de Acessibilidade Inclusiva (PAI), o Programa Preferência pela Vida e a Cimcamp. Também ajudou a desatar alguns entraves no trânsito da cidade, como no caso da construção do Terminal Rodoviário de Campinas - Ramos de Azevedo - que substituiu a antiga rodoviária de Campinas -  e a conclusão do complexo de túneis Joá Penteado.

Em 2010 foi eleito deputado estadual (2011-2015).